# The Wood (película)
The Wood es una película estadounidense de 1999, dirigida por Rick Famuyiwa y escrita por Famuyiwa y Todd Boyd. El filme está protagonizado por Omar Epps, Richard T. Jones y Taye Diggs.

## Sinopsis
Mientras hace frente al miedo de casarse un amigo, un escritor recuerda su juventud con sus mejores amigos.

## Elenco
- Omar Epps como Mike.
- Richard T. Jones como Slim.
- Taye Diggs como Roland.
- Sanaa Lathan como Alicia.
- LisaRaye McCoy como Lisa.
- Sean Nelson como joven Mike.
- Duane Finley como joven Slim.
- Trent Cameron como joven Roland.
- Malinda Williams como joven Alicia.
- De'Aundre Bonds como Stacey.
- Antwon Tanner como Boo.